# 実務技能検定協会
公益財団法人実務技能検定協会（じつむぎのうけんていきょうかい）は、検定試験の実施や出版物の発行などの事業を通じて、職業人のビジネススキルの向上や職業教育の充実に寄与することを目的として活動している公益財団法人である。
一般的には、秘書技能検定試験を主催する団体として知られる。かつては工業系の検定試験も実施していたが、現在は別団体に移管している。

## 沿革
- 1971年 - トレース技能検定、秘書技能検定、ラジオ・音響技能検定、孔版技能検定、レタリング技能検定の文部省認定技能審査事業を実施する文部省（現・文部科学省）所管の公益法人として、財団法人実務技能検定協会が設立される。
- 1972年 - 第1回の検定試験を実施する[3]。
- 1981年 - この年をもって孔版技能検定が廃止される。
- 1992年 - ディジタル技術検定を開始。
- 2001年 - ビジネス実務技能検定協会実施のビジネス文書技能検定、ビジネス実務マナー技能検定およびサービス接遇実務検定を本協会へ移管する。
- 2003年 - ビジネス文書技能検定、ビジネス実務マナー技能検定およびサービス接遇実務検定が「文部科学省後援」となる。
- 2004年 - ビジネス電話実務検定を開始。
- 2005年 - この年を最後に文部省認定制度が廃止される。
- 2006年 - 秘書技能検定などの文部省認定試験が「文部科学省後援」となる。
- 2008年 - ビジネス電話実務検定が「文部科学省後援」となる。
- 2012年4月1日 - 公益法人制度改革に伴い、公益財団法人へ移行する。
  - これに伴い、トレース技能検定、ラジオ・音響技能検定、ディジタル技術検定およびレタリング技能検定の実施を他団体に移管する。以降はビジネススキル関連の検定試験の実施団体として活動している。

## 実施している検定試験
いずれも文部科学省後援である。
- 秘書技能検定
- ビジネス文書検定
- ビジネス電話検定
- ビジネス実務マナー検定
- サービス接遇検定

### かつて実施していた検定試験
公益財団法人国際文化カレッジに移管
- ラジオ・音響技能検定
- レタリング技能検定
- ディジタル技術検定

一般財団法人中央工学校生涯学習センターに移管
- トレース技能検定

廃止
- 孔版技能検定